# پل کوت
پل کوت (انگلیسی: Paul Côté؛ ۲۸ ژانویهٔ ۱۹۴۴ – ۱۹ ژوئیهٔ ۲۰۱۳) قایقران، و قایقران قایق بادبانی اهل کانادا بود.